# Fyr Channel
Der Fyr Channel ist ein 310 m breiter Kanal im Archipel der Südlichen Orkneyinseln. Er verläuft zwischen dem südwestlichen Ende von Signy Island und Moe Island.
Der norwegische Walfängerkapitän Petter Sørlle kartierte ihn zwischen 1912 und 1913 und benannte ihn als Fyr Strait. Als solche ist der Kanal auf einer Landkarte von Sørlles Landsmann Hans Engelbert Borge (1873–1946), Kapitän des Walfängers Polynesia, verzeichnet. Namensgeber ist der Walfänger Fyr der beiden norwegischen Walfangunternehmer Bernhard und Wilhelm Jebsen aus Bergen. Das UK Antarctic Place-Names Committee nahm am 31. März 1955 eine Anpassung der Benennung vor, die das Advisory Committee on Antarctic Names im selben Jahr übernahm.